# フェラーリ・412T2
フェラーリ 412T2 (Ferrari 412T2) は、スクーデリア・フェラーリが1995年のF1世界選手権参戦用に開発したフォーミュラ1カー。1995年の開幕戦から、最終戦まで実戦投入された。フェラーリとしてのコードナンバーは647。

## 概要
412T2は、1気筒あたり4バルブのV12エンジンと横置き（Trasversale）ギヤボックスを搭載した2代目のマシン、から取られた。
1992年以降のフェラーリのマシンはハイノーズの導入、エアロダイナミクス面での攻めによって神経質なマシンに仕上がってしまい、信頼性が著しく下がった。また、1994年よりレース中の燃料補給が許可されたため、V12エンジンの利点が小さくなってしまった。そこで412T2は、一転してコンサバティブなデザインに終始したマシンとなった。バーナードの証言では「1995年の車両レギュレーション最終決定が1994年10月末と遅くなったため、エンジンカバーを高くするか低くするかという基本レベルの計画すらその段階で決まっていなかった。いまのF1マシンは一部を変えると他もすべて影響を受け変えなければならない。412T2の設計はひと言で言って大変だった。」と述べている。
前年1994年のF1において、アイルトン・セナとローランド・ラッツェンバーガーの死亡事故と、ルーベンス・バリチェロ、カール・ヴェンドリンガーが一時は重篤な状況となるクラッシュが立て続いた影響から、FIAによって早急な車両レギュレーション変更が決まり1995年よりスピード抑制策の一環として、エンジン排気量の上限が急遽500cc削減されて3000ccまでとなった。このため、後藤治率いるV10エンジン開発チームの作業に遅れが生じ、結局V10エンジンは搭載されずに終わり、前年型をスケールダウンしたV12エンジンを使用した。
バーナードは前型412T1Bからの相違点を「燃料タンクが小さくなったので、重量配分もかなり変わった。でも空力面が一番大きかった。ステップドボトムとウイングの高さ新規定がもとで間違いなく新しい空力の時代に入った。入ったというより強いられたというのが正しいが。前型よりかなりドライビングしやすくなっているとベルガー、アレジの共通意見で言ってくれているし、セットアップも簡単になったとも言ってくれてとてもうれしく思っている。」と語った。
ギヤボックスはやや個性的で、チタン溶接製のケーシングの上部にカーボン製のサスペンションマウントを組み合わせており、リヤサスペンションのスプリングもトーションバーだった。また、V10エンジンを搭載できるようにマシンが設計されてもいた。

### スラントノーズ回帰の経緯
フロント部は古典的なスラントノーズ（ローノーズ）が採用され、初期の412T1の特徴だったナイフエッジ・ジョイント・サスペンションは採用されなかった。バーナードはトレンドとなりつつあったハイノーズをやめたことに関して、「新しい空力レギュレーションを考察しているときに浮かんだ。412T2は始めハイノーズにしていたが弱点が見つかった。当時の実験では、ダウンフォースが足りず、わずかなリフトも生じた。それで違うデザインをトライしたところローノーズの方がフロントのダウンフォース値が高く出たのでこれに決めたんだ。」と解説しており、「実はハイノーズとローノーズの両者では大きな差が無いんだ。これは重要なポイントで、小さな差はあるけど、決して大きい違いではない。だから私が次に作るマシンはハイノーズと吊り下げウイングを復活させているかもしれないし、微妙な違いなんだ。」とノーズ選択の経緯を述べている。

### 車体前部の空力
フロント部については、「ディフレクター（バージボード）がとても重要で、これは1993年にマクラーレンが最初にやり始めたものだが、他のチームのディフレクター形状を真似ても仕方がないんだ。これはフロントウィングから流れて来た空気を後方に向けて制御するものなので、これ単独で何かを生み出す効果がある物ではない。いわば禁止されてしまったヴォルテックスジェネレータの役割を今はディフレクターがしている。」と役目を解説している。

### 車体後部の空力
リアウィングの高さが変更された影響は大きかったとバーナードは述べており、「リアウィングのウィングレットを多くのチームが採用するようになったが、我々は早い段階から使用していた。412T2では初めからウィングレットをマシン全体のパッケージに入れ、サイドポンツーンと結合させて一体化した。一体化したことによってボディ自体がウィングとしての働きをすると同時に、リアウィング主翼への空気流を整えてダウンフォース量を改善することが出来るんだ。そしてコークボトルの上が覆われて、下に隠されているような構造になったが、その絞り込みはそれほどはっきりと絞り込んだ形状ではなくなった。本当にダウンフォースを生み出しているのはサイドポンツーン下部とリヤディフューザーということになるが、全体が相互に影響しあっているからそれぞれの部分を個別で考えることはできない。規制によるものだけど、リアウィングは位置が低くなればなるほど、ボディワークとの相互作用が深まることになったのが特徴と言える。」と述べた。

### エンジン
エンジンについては、「私（バーナード）の希望としてはV10エンジンが良かったし、もっと言えばV8がよかった。V8を専門的にやっていた有能な技術者がコスワースから加入していたので、V8エンジンもデザインしたんだ。でもマラネロの12気筒に固執する気持ちが今年に関しては変わらなかった。将来的にはV10やV8をやった方がいいと思う。」というのがエンジン選択の実情であった。12気筒エンジンはフェラーリの伝統であったが、この412T2が最後のV12エンジン搭載マシンとなり、翌年からはV10エンジンの採用となっている。

## 1995年シーズン
シーズン前半戦から好調を維持し、ウィリアムズとベネトン2強の争いに食い込むことになった。開幕戦ブラジルGPでは1位ミハエル・シューマッハと2位デビッド・クルサードが燃料違反で失格裁定を受け、ゲルハルト・ベルガーの繰り上がり優勝が発表されたが、のちに裁定が覆えり3位となった。第6戦カナダGPではライバルの脱落もあり、ジャン・アレジがF1参戦92戦目にして初優勝を達成した。
地元イタリアGPでもワンツー走行で優勝を目指したが、アレジのマシンから脱落した車載カメラがベルガー車のサスペンションを直撃してリタイア。アレジもホイールベアリングの故障でリタイアする無念の結果となった。アレジは第14戦ヨーロッパGPで優勝目前にシューマッハに抜かれ、第16戦日本GPでは首位追走中にストップするなど不運を脱し切れなかった。

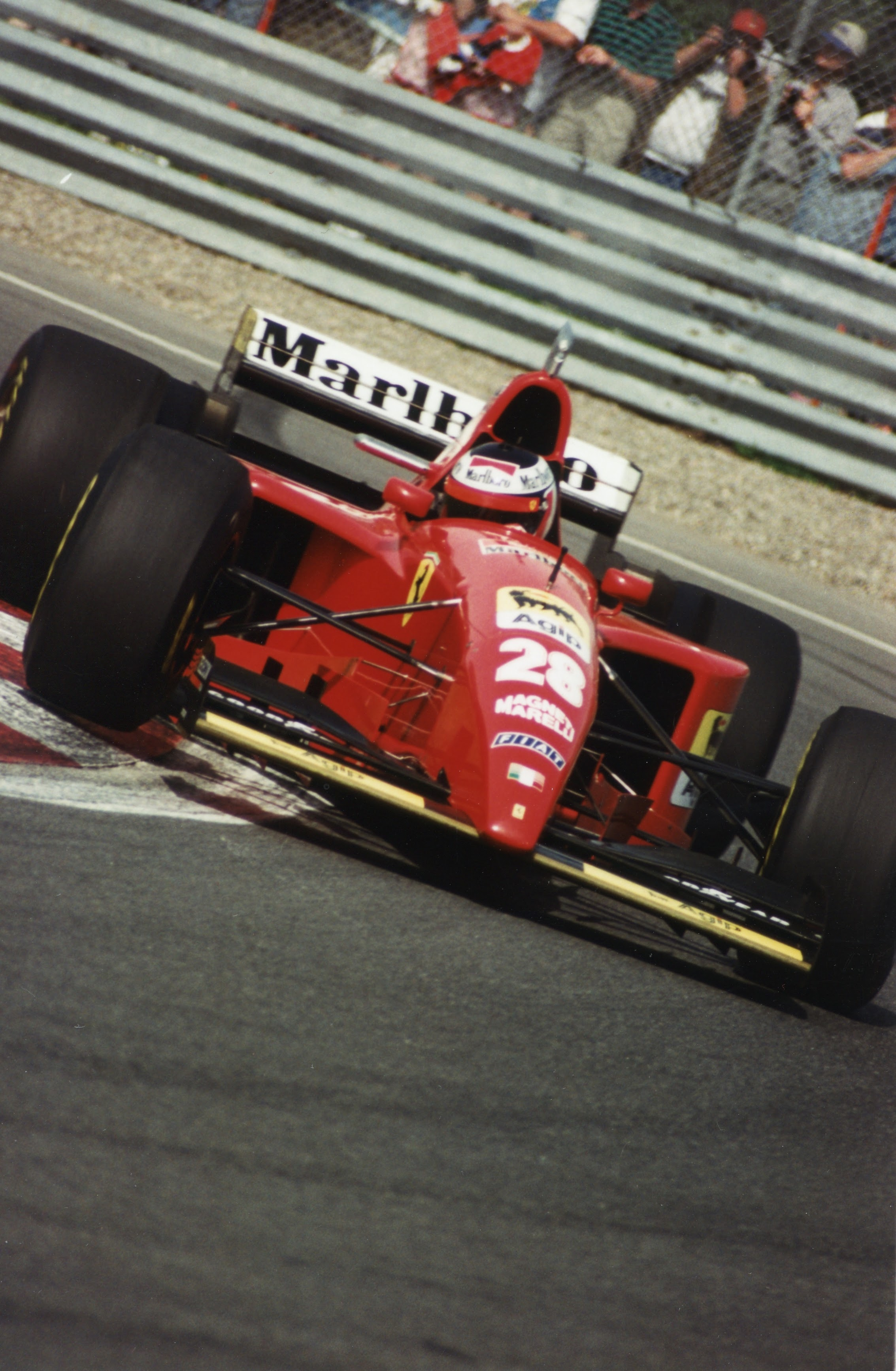
1995年カナダGPでゲルハルト・ベルガーがドライブする412T2
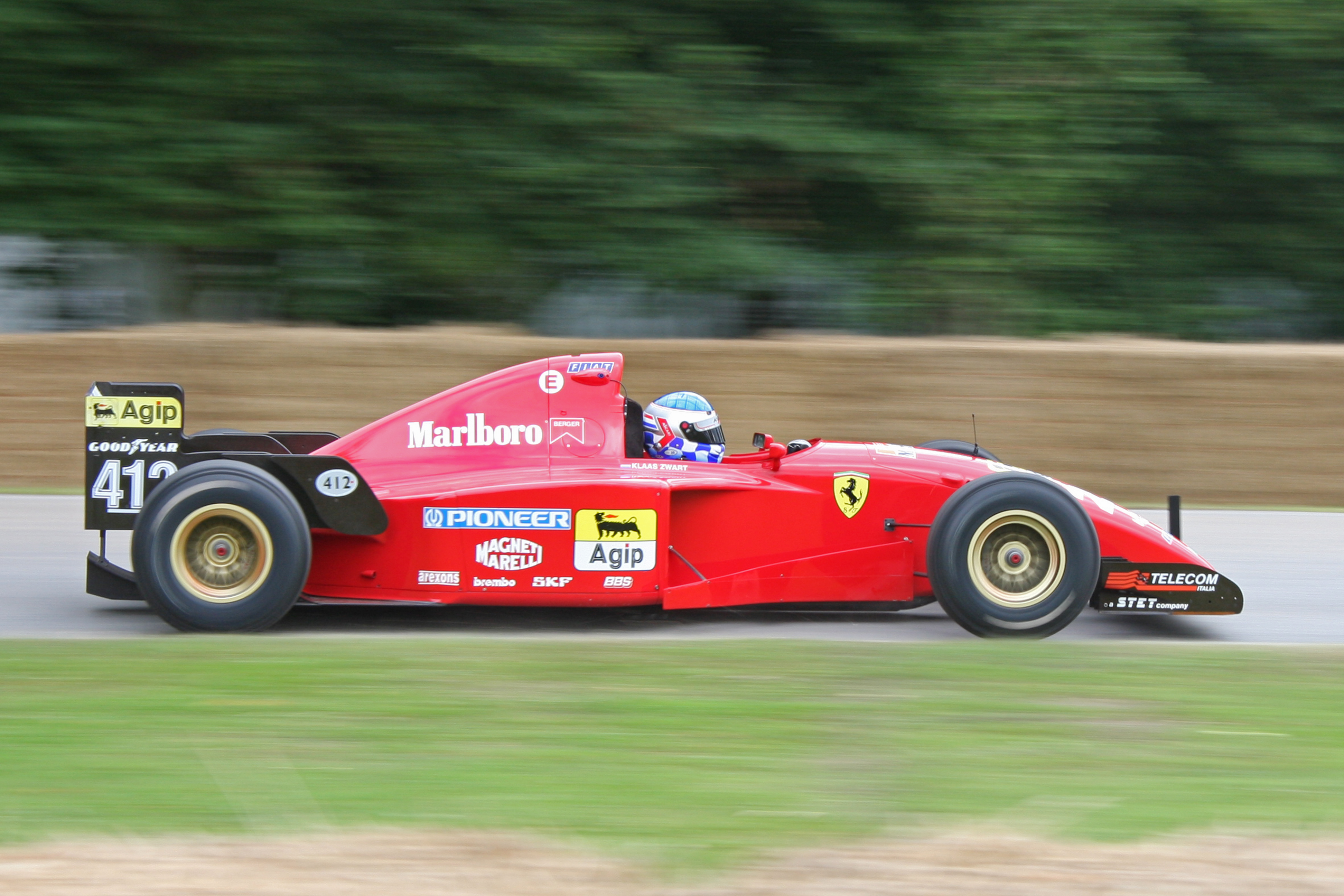
2008年のグッドウッド・フェスティバル・オブ・スピードでの412T2

## 日本に持ち込まれた412T2
1996年12月、コーンズ・アンド・カンパニー・リミテッドにより日本にシャシーナンバー159（開幕戦のベルガー車）の412T2が持ち込まれ、カーグラフィック誌とカーグラフィックTVにおいてテストされた。その時の模様の一部は二玄社発売のDVD、「CG VIDEO DISCシリーズ No.7 Ferrari Graffiti」に収録されている。
この個体を含めコーンズは複数台のフェラーリF1マシンを所有しており、イベント等で展示されている。

## スペック

### シャーシ
- シャーシ名 412T2 (647)
- 全長 4,380 mm
- 全幅 1,995 mm
- 全高 980 mm
- ホイールベース 2,915 mm
- 前トレッド 1,690 mm
- 後トレッド 1,605 mm
- クラッチ AP
- ブレーキキャリパー ブレンボ
- ブレーキディスク・パッド ブレンボ
- ホイール BBS
- タイヤ グッドイヤー

### エンジン
- エンジン名 Tipo044/1
- 気筒数・角度 V型12気筒・75度
- 排気量 2,997.343cc
- 最大馬力 約600馬力
- スパークプラグ チャンピオン
- 燃料 アジップ
- 潤滑油 アジップ
- イグニッション マニエッティ・マレリ
- インジェクション マニエッティ・マレリ

## 記録
| 年   | No. | ドライバー           | 1   | 2   | 3   | 4   | 5   | 6   | 7   | 8   | 9   | 10  | 11  | 12  | 13  | 14  | 15  | 16  | 17  | ポイント | ランキング |
| 年   | No. | ドライバー           | BRA | ARG | SMR | ESP | MON | CAN | FRA | GBR | GER | HUN | BEL | ITA | POR | EUR | PAC | JPN | AUS | ポイント | ランキング |
| ---- | --- | -------------------- | --- | --- | --- | --- | --- | --- | --- | --- | --- | --- | --- | --- | --- | --- | --- | --- | --- | -------- | ---------- |
| 1995 | 27  | ジャン・アレジ       | 5   | 2   | 2   | Ret | Ret | 1   | 5   | 2   | Ret | Ret | Ret | Ret | 5   | 2   | 5   | Ret | Ret | 73       | 3位        |
| 1995 | 28  | ゲルハルト・ベルガー | 3   | 6   | 3   | 3   | 3   | 11  | 12  | Ret | 3   | 3   | Ret | Ret | 4   | Ret | 4   | Ret | Ret | 73       | 3位        |

- 太字はポールポジション、斜字はファステストラップ。(key)